# Auranus
Genre
Auranus est un genre d'opilions laniatores de la famille des Stygnidae.

## Distribution
Les espèces de ce genre sont endémiques du Brésil. Elles se rencontrent en Amazonas, au Roraima et au Pará.

## Liste des espèces
Selon World Catalogue of Opiliones (04/10/2021) :
- Auranus hehu Pinto-da-Rocha & Tourinho, 2012
- Auranus leonidas Colmenares, Porto & Tourinho, 2016
- Auranus parvus Mello-Leitão, 1941
- Auranus tepui Pinto-da-Rocha & Tourinho, 2012
- Auranus xerxes Colmenares, Porto & Tourinho, 2016

## Publication originale
- Mello-Leitão, 1941 : « Opiliões coligidos por Antenor Leitão de Carvalho no Tapirapés. » Revista Brasileira de Biologia, vol. 1, no 4, p. 435–442.